# 第21屆好萊塢電影獎
第21屆好萊塢電影獎於2017年11月6日在美國加利福尼亞州洛杉磯比佛利山的比弗利希尔顿酒店舉行。

## 得獎名單
來源：
- 最佳男主角（英语：Hollywood Film Award for Best Actor）——傑克·葛倫霍，《你是我的勇氣》

- 最佳女主角（英语：Hollywood Actress Award）——凱特·溫斯蕾，《愛情摩天輪》

- 最佳男配角——山姆·洛克威爾，《意外》

- 最佳女配角（英语：Hollywood Supporting Actress Award）——艾莉森·珍妮，《老娘叫譚雅》

- 最佳突破男演員——提摩西·夏勒梅，《以你的名字呼喚我》

- 最佳突破女演員——瑪麗·布萊姬，《泥沼（英语：Mudbound (film)）》

- 新好萊塢獎——傑米·貝爾，《最後相愛的日子（英语：Film Stars Don't Die in Liverpool）》

- 最佳整體演出——瑪格·羅比、艾莉森·珍妮、茱莉安娜·妮克遜、賽巴斯汀·斯坦、保羅·華特·豪澤與凱特琳·凱芙（英语：Caitlin Carver）

- 最佳導演——喬·萊特，《最黑暗的時刻》

- 最佳製片人——柏德瑞克·強森、安德魯·A·卡索夫（英语：Andrew Kosove）與辛西婭·賽克斯（英语：Cynthia Sikes），《銀翼殺手2049》

- 最佳編劇（英语：Hollywood Screenwriter Award）——史考特·諾伊史達特（英语：Scott Neustadter）與麥克·H·偉柏（英语：Michael H. Weber），《大災難家》

- 最佳動畫——《可可夜總會》，由李·安克里奇與達拉·K·安德森（英语：Darla K. Anderson）領獎

- 最佳喜劇——《邁耶維茨家的故事（全新增訂版）》，由亞當·山德勒領獎

- 最佳紀錄片——《不能停，不會停：一位壞男孩的故事》（Can't Stop, Won't Stop: A Bad Boy Story），由尚恩·庫姆斯領獎

- 最佳外語電影——《他們先殺了我父親：柬埔寨女孩的回憶》，由安潔莉娜·裘莉與安容（英语：Loung Ung）領獎

- 最佳配樂作曲者——湯瑪斯·紐曼，《女王與知己》

- 最佳音樂——《老娘叫譚雅》，由凱特林·卡佛（英语：Caitlin Carver）、保羅·華特·豪瑟（Paul Walter Hauser）、艾莉森·珍妮、茱莉安娜·妮克遜、瑪格·羅比與賽巴斯汀·斯坦領獎

- 最佳突破音樂——《泥沼》，由強納森·班克斯、瑪麗·布萊姬、傑森·克拉克、蓋瑞特·荷德倫、傑森·米切爾（英语：Jason Mitchell (actor)）、羅柏·摩根（英语：Rob Morgan (actor)）與凱莉·墨里根領獎

- 最佳喜劇音樂——《愛情昏迷中》，由荷莉·杭特、柔依·卡山、庫梅爾·南賈尼與雷·羅曼諾領獎

- 最佳歌曲——《為某些事挺身而出》（Stand Up For Something），《黑白正義（英语：Marshall (film)）》，由凡夫俗子、安德拉·戴與黛安·華倫（英语：Diane Warren）領獎

- 最佳攝影——羅傑·狄金斯，《銀翼殺手2049》

- 最佳剪輯——席德尼·伍林斯基（英语：Sidney Wolinsky），《水底情深》

- 最佳視覺效果——丹尼爾·貝瑞特（英语：Daniel Barrett (visual effects supervisor)）、丹·萊蒙（英语：Dan Lemmon）、喬·利提瑞（英语：Joe Letteri）與艾瑞克·溫奎斯特（英语：Erik Winquist），《猩球崛起：終極決戰》

- 最佳服裝設計——賈桂琳·杜倫，《美女與野獸》及《最黑暗的時刻》

- 最佳化妝與髮型設計——珍妮·雪柯爾（英语：Jenny Shircore），《美女與野獸》

- 最佳美術設計——丹尼斯·加斯納（英语：Dennis Gassner），《銀翼殺手2049》

- 最佳音效——戴夫·阿寇德（Dave Acord）與艾迪森·提格（英语：Addison Teague），《星際異攻隊2》

- 事業成就——蓋瑞·歐德曼

## 外部連結
- 官方网站